# Вернигора (картина)
«Вернигора» (пол. Ostafi Daszkiewicz) — картина польского художника Яна Матейко на исторический сюжет, созданная в 1884 году. Хранится в Галерее польского искусства XIX века в Суконных рядах в Кракове.

## Описание и судьба картины
Центральный персонаж картины — Вернигора, легендарный персонаж польской и украинской истории, имевший славу прорицателя. Во времена оптимистической веры в возрождение Польской Республики предсказания Вернигоры были очень популярны, а сам он стал героем литературных и живописных произведений. В частности, ему приписывали предсказания колиивщины, разделов Речи Посполитой и возрождения Польши. Вернихора в бело-красном наряде — аллегория Польской Республики до раздела.